# Chapelle Saint-Martin de Caderousse
Pour les articles homonymes, voir Saint-Martin.
La chapelle Saint-Martin de Caderousse, de style roman, fut la première église paroissiale de Caderousse. 
Une des chartes du cartulaire de l'abbaye de Cluny confirme qu'elle dépendait de l'abbaye bourguignonne à la fin du XIe siècle.
Ce fut autour d'elle que se forma le premier noyau du village, mais les crues du Rhône contraignirent à déplacer celui-ci.

## Localisation
La chapelle est située à 300 mètres au nord du village "intra muros", à l'intersection du Chemin de Saint-Martin et de l'Avenue des Anciens Combattants d'Afrique du Nord. Elle est bordée sur deux côtés par le cimetière du village, dont elle constitue l'angle Nord-Ouest.

## Histoire
La chapelle est inscrite monument historique depuis le 27 juillet 1932.